# Honi soit qui mal y pense
»Honi soit qui mal y pense« je francoski izrek, ki pomeni »Sram naj bo tistega, ki grdo misli.«. Stavek se včasih arhaično zapiše kot »Honi soit quy mal y pense«, »Hony soyt qe mal y pense« in na druge načine. Gre za geslo angleškega viteškega Reda hlačne podveze. V sodobni francoščini se zapiše kot »Honni soit qui mal y pense«. Napisano je tudi na koncu rokopisa Sir Gawain in Zeleni vitez, vendar se zdi, da gre za poznejši dodatek. Dobesedni prevod iz stare francoščine je »Sram ga naj bo, kdor si o tem grdo misli.«. Včasih se geslo razlaga tudi kot »Grdo tistemu, ki grdo misli.«.

## Zgodovina
Stavek je domnevno prvič izrekel kralj Edvard III. (1312–1377), ko je plesal s svojo sestrično in snaho Ivano Kentsko. Med plesom ji je na gleženj zdrsnila hlačna podveza, ob čemer so se prisotni začeli muzati njenemu ponižanju. Edvard je hlačno podvezo viteško prestavil na svojo nogo in pri tem izrekel stavek »Honi soit qui mal y pense«, nadaljeval pa z mislijo »Tel qui s'en rit aujourd'hui, demain s'enhorera de la porter«. Stavek je pozneje postal geslo Reda hlačne podveze.